# نتاليا شابوشنيكوفا
نتاليا فيتالييفنا شابوشنيكوفا (الروسية: Наталья Витальевна Шапошникова) هي متسابقة جمباز فني روسية ولدت في يوم 24 يونيو 1961 في مدينة روستوف. أبرز انجازاتها هو فوزها بميداليتين ذهبيتين في مسابقة الفردي والجماعي في دورة الألعاب الأولمبية الصيفية 1980 في موسكو، كما فازت بميداليتين برونزيتين بنفس الدورة في مسابقة منصة التوازن والأداء الارضي. فازت أيضاً بثلاثة ميداليات في بطولة العالم ذهبية وفضية وبرونزية واحدة.